# Oderflut-Medaille des Landes Brandenburg (1997)

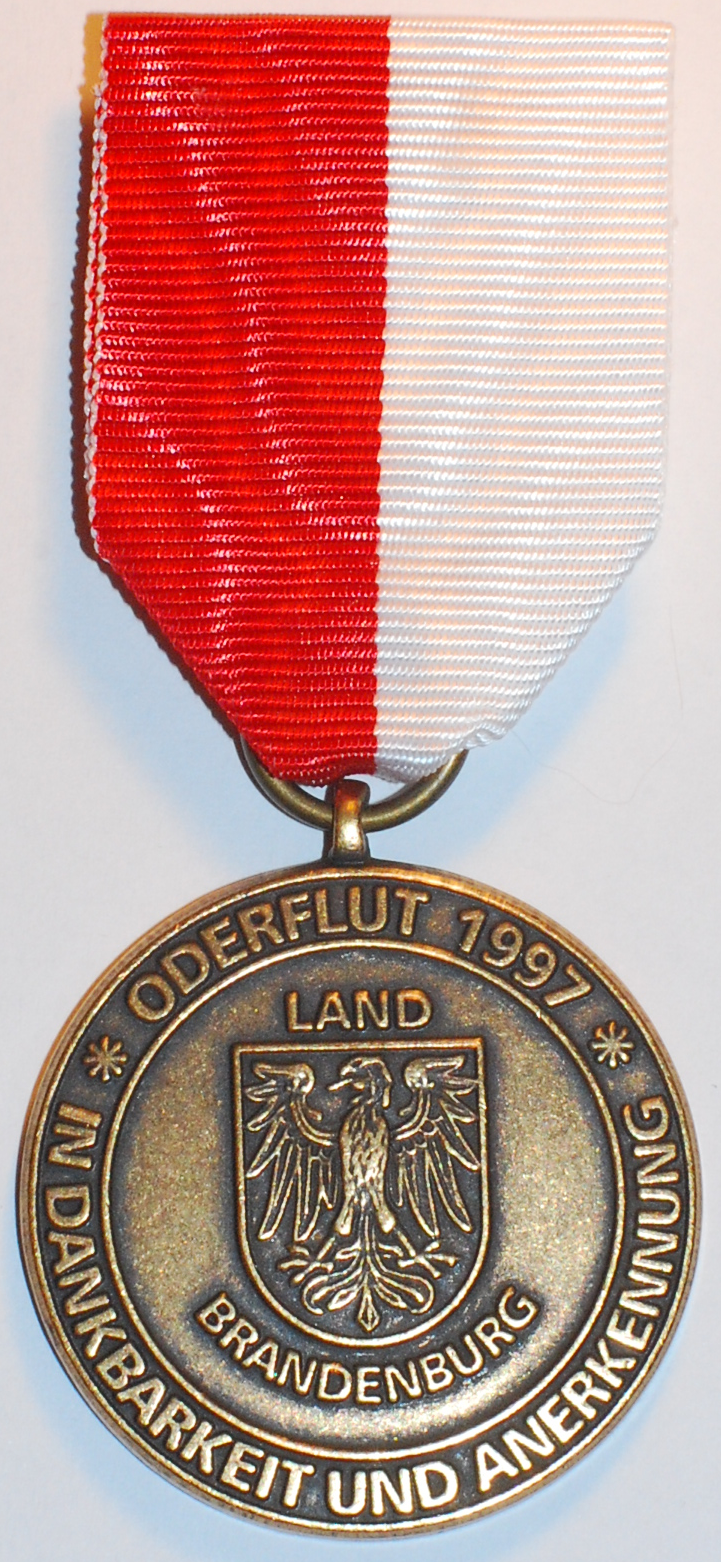
Vorderseite der Oderflut-Medaille

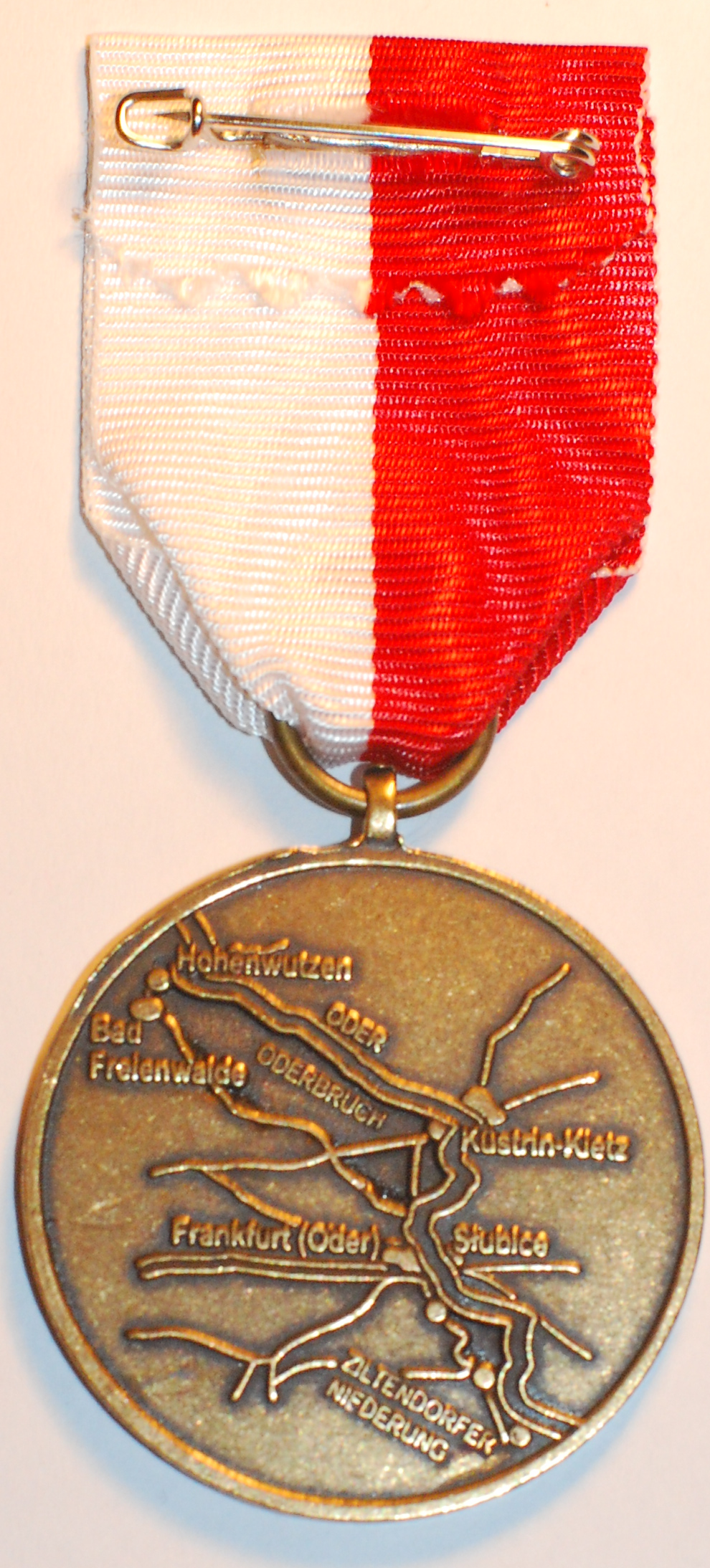
Rückseite der Oderflut-Medaille

Bandschnalle zur Oderflut-Medaille

Die Oderflut-Medaille 1997 wurde am 16. August 1997 durch den damaligen Ministerpräsidenten des Landes Brandenburg Manfred Stolpe gestiftet. Sie dient dabei in erster Linie der Anerkennung und Leistung der Einsatzkräfte und mitwirkenden Helfer bei der Oderflut im Sommer 1997 (vgl. Oderhochwasser 1997).

## Verleihungspraxis
Die Oderflut-Medaille wird an alle Personen verliehen, die bei der Hochwasserbekämpfung tätige Hilfe geleistet haben. Der Auszuzeichnende erhielt darüber eine Verleihungsurkunde. Im Übrigen ging die Medaille selber bei Verleihung in das Eigentum des Beliehenen über.

### Verleihungsvoraussetzungen
Für die Verleihung der Oderflut-Medaille gelten folgende Verleihungsvoraussetzungen:
- a) Die Oderflut-Medaille wird grundsätzlich für einen ganztägigen Einsatz verliehen. In Einzelfällen ist eine Abweichung von dieser Voraussetzung möglich, wenn dies der Art und den Umständen des Einsatzes nach gerechtfertigt erscheint. Die Hilfe muss als persönlicher Einsatz geleistet sein und im sachlichen und zeitlichen Zusammenhang mit dem Hochwasser an der Oder stehen.

- b) Der Einsatz muss vor Ort oder in den Katastrophenstäben der Landkreise / der kreisfreien Stadt Frankfurt (Oder) erfolgt sein.

- c) An Angehörige des öffentlichen Dienstes im Land Brandenburg, die bei der Hochwasserbekämpfung mitgewirkt haben, kann die Oderflut-Medaille nur verliehen werden, wenn
  - die vorstehenden Punkte a) und b) erfüllt sind,
  - der Einsatz außerhalb ihrer dienstlichen Aufgaben erfolgt oder außergewöhnlich überpflichtmäßiges Verhalten bei der Erfüllung dienstlicher Aufgaben vorliegt.

### Vorschlageberechtigung
Vorschlageberechtigt für die Verleihung der Oderflut-Medaille sind die obersten Landesbehörden sowie die Landkreise bzw. kreisfreien Städte. Anregungen sind dabei an folgende Vorschlageberechtigte einzureichen:
- a) für Angehörige der Bundeswehr und des Bundesgrenzschutzes an die Staatskanzlei
- b) für Angehörige der Polizei, der Freiwilligen Feuerwehr, des Technischen Hilfswerkes und private Hilfsorganisationen an das Ministerium des Innern,
- c) für alle übrigen Helfer an den zuständigen Landkreis / zuständige kreisfreie Stadt.

Die einreichenden Stellen prüfen dann zunächst selbst, ob die Voraussetzungen für die Verleihung der Oderflut-Medaille erfüllt sind. In Zweifelsfällen kann dabei großzügig verfahren werden. Bei der Prüfung ist dennoch sorgsam vorzugehen, um Doppelverleihungen zu vermeiden. Die angefertigten Vorschläge bzw. Anregungen sind insgesamt kurz und nicht einzeln zu begründen. Die so entstandenen Verleihungsvorschläge sind dann listenmäßig in 3facher Ausfertigung mit folgenden Angaben:
- a) Familienname,
- b) Vorname,
- c) Geburtsdatum und
- d) Wohnadresse

der Staatskanzlei zuzuleiten, die diese dann den Ministerpräsidenten zur letztendlichen Entscheidung vorlegt. Die Staatskanzlei teilt dann im Anschluss daran den vorschlageberechtigten Stellen die Namen der Ausgezeichneten aus ihrem Bereich mit. Gleichzeitig übersendet sie diesen die Medaillen sowie die vorbereiteten Urkunden. Die Vorschlageberechtigten veranlassen sodann die Übergabe der Oderflut-Medaille und der Verleihungsurkunde.

## Aussehen, Beschaffenheit und Tragweise
Die in Bronze gehaltene Oderflut-Medaille zeigt auf ihrer Vorderseite mittig das erhaben geprägte Landeswappen von Brandenburg, den brandenburgischen Adler. Das Wappen ist dabei von dem obigen Schriftzug: LAND und unteren Schriftzug: BRANDENBURG eingefasst. Die Vorderseite der Medaille zeigt an seinen äußeren Rändern zusätzlich die Dankesformel: IN DANKBARKEIT UND ANERKENNUNG * ODERFLUT 1997. Die Rückseite zeigt in symbolisierter Form die von der Flut betroffenen Regionen Brandenburgs und Polens mit seinen überlaufenden Flussläufen. Die Orte bzw. Regionen: Ziltendorfer Niederung, Frankfurt (Oder), Słubice, Küstrin-Kietz, Bad Freienwalde (Oder), Hohenwutzen sowie das Oderbruch und der Fluss Oder fanden sich dabei in dieser Symbolik wieder. Getragen wird die Medaille als Bandorden an einem rot-weißen Ordensband auf der linken oberen Brustseite. Sie kann auch von Uniformträgern in verkleinerter Form getragen werden.

## Sonstiges
Neben der Oderflut-Medaille hat das Land Hamburg für seine Helfer eine extra Medaille gestiftet – die Hamburgische Dankmedaille (Oder-Flut 1997). In einigen Publikationen ist zu lesen, dass es für die Oderflut-Medaille eine Ausführung für Zivilisten und Uniformträger gegeben hätte. Dies ist jedoch falsch. Sowohl für Uniformierte (Feuerwehren, Polizei, BGS usw.) und Zivilisten gab es nur eine einzige Ausführung und nur eine einzige korrekte Trageweise.